# Isac Gherman
Isac Gherman (în rusă Исаак Герман; n. 1858, Chișinău, gubernia Basarabia, Imperiul Rus – d. secolul al XX-lea) a fost un evreu basarabean și politician moldovean, membru al Sfatului Țării al Republicii Democratice Moldovenești.

## Sfatul Țării
Isac Gherman a fost unul din membrii Sfatului Țării care s-a abținut de la votul de Unire a Basarabiei cu România.